# 太江寺
太江寺（たいこうじ）は、三重県伊勢市にある真言宗醍醐派の寺院である。山号は潮音山（ちょうおんざん）、大江寺の表記もある。天平年間（729年 - 749年）に行基が開創したとも伝わる古刹で、伊勢神宮や二見興玉神社との関わりが深い。本尊の千手観世音菩薩は鎌倉時代作、重要文化財に指定されている。現在は境内にペット供養の愛受院、ユースホステル太江寺も開設しており、藤やあじさいの名所としても知られる。

## 歴史
開創については次のように寺伝に伝わる。天平年間（729年 - 749年）奈良の大仏勧進のため諸国を行脚していた行基が、天照大神のお告げを受けて、二見浦で興玉神を参拝したところ、金色の千手観音を感得した。その姿を刻んで祀るため開創したのが当寺で、鎮守社として興玉社も境内に祀ったと伝わる。
天長2年（825年）空海が朝熊山に金剛證寺を中興した際には、当寺にも再三訪れて教義を伝えたことにより真言宗寺院として発展した。その後、醍醐天皇（在位897年 - 930年）は病気平癒の願いが叶ったため、本堂である七間四面の観音堂を建立し、勅願寺としたため大いに栄えた。しかし、崇徳天皇の御代（1123年 - 1142年）に観音堂は再び造営されるものの、平安時代末期には衰退する。
文治年間（1185年 - 1190年）伊勢神宮の神主である荒木田成長が、当寺の衰退をみて現本尊の千手観音坐像を寄進し、諸堂を再建、再び隆盛を極めた。しかし、南北朝時代の康永元年（1342年）には、当寺を訪れた京都の連歌師、坂十仏が自身の『康永元年参詣記』に荒廃の様子を記している。
天文6年（1537年）に再び観音堂が造営されるが、江戸時代の寛永11年（1634年）に強風で倒壊する。その後勧進を募り再建するも貞享3年（1686年）6月25日に落雷により堂宇は全焼する。幸いにも本尊は運びだされて難を逃れたが、古寺の割には他に古い仏像、寺物が残されていないのは、この時に焼失したと考えられている。
元禄9年（1698年）に山田奉行の長谷川重章の助力により本堂が三間四面で再建、元禄16年（1703年）に再興された。仁王門は享保6年（1721年）に建立され、同十三年に仁王像が安置され開眼供養が行われた。
現在の本堂は文化10年（1814年）に当寺住職尊実により再建された。境内の興玉社は明治30年（1897年）に二見浦へ遷座したが、現在も元社興玉社として引き続き祀られている。仁王門は平成19年（2007年）に修復された。

## 境内

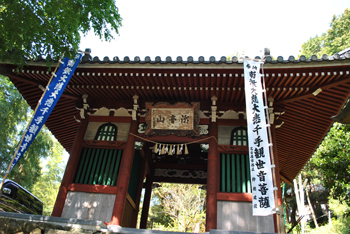
仁王門

- 仁王門 - 享保6年（1721年）に建立され、同13年に仁王像が安置され開眼供養が行われた。平成19年（2007年）に修復された。扁額は空海の直筆と伝えられる。
- 本堂（観音堂） - 醍醐天皇（在位897年 - 930年）が七間四面で建立後、荒廃と再建が何度も繰り返される。現在の本堂は文化10年（1814年）に三間四面で再建された。経緯の詳細は歴史の項目を参照。
- 客殿 - ユースホステル太江寺が開設されている。
- 愛受院 - ペット専用の寺院として建立され、ペット供養が行われている。
- 元社興玉社 - 天平年間（729年 - 749年）に当寺が開創された際に行基により興玉社が創建され、明治30年（1897年）に二見浦へ遷座された。遷座後も御神石、御神鏡、二見蛙の御神体の蛙石が祀られている。
- 伏見稲荷社
- 庚申堂
- 藤棚 - 紫と白の二種類がある。紫の藤は明治中頃、盆栽の藤を植替えたもので樹齢約150年と言われる。創建時の伝説にある夫婦岩沖の興玉神石より昇った竜神のようだと先代住職が言ったことから「昇竜の藤」と称される。開花時期には藤まつりが催される。

## 文化財

### 重要文化財
- 木造千手観世音菩薩坐像 - 大正5年（1916年）5月24日指定。鎌倉時代作。像の高さ176センチメートル、榧材（かやざい）寄木造りで42手、頭上中央の仏面が特に大きい。白毫は水晶を用い、目、眉、口唇のみ彩色がある。切れ長の眼で、豊頬。衣文は比較的浅く、頭部に興玉神の神体の観音像が納められていると伝えられる。左右の臂（ひ）の取り付け部に墨書銘があり、延宝9年（1681年）と元禄2年（1689年）に、当寺住職堯誉が京都の大仏師忠円に修復させたとある。光背、台座などは後補である。昭和58年3月にも補修されている。当寺本尊で秘仏。年数回の本御開帳、毎月18日に横用扉から拝むことができる横御開帳がある。

### 伊勢市指定有形文化財
- 阿弥陀三尊種子碑 - 平成7年（1995年）12月22日指定。元亀3年（1572年）制作、施主名は不明。緑泥片岩の自然石で、碑の高さ99センチメートル。碑の上部一杯に直径32センチメートル余りの浅い線彫りで円が描かれ、中には浅く阿弥陀三尊を表す梵字種子のキリーク・サ・サクが三角形に配置されている。円の下中央に「元亀三年（壬申）八月十日　施主敬白」とある。太江寺裏山、通称五郎屋敷に南面して建っている[2]。
- 太江寺観音堂建立之勧進帳 - 平成7年（1995年）12月22日指定。寛永12年（1635年）作成。縦30.6センチメートル、横110.7センチメートルの巻子本。主な記述内容は次のとおり[3]。

「勢州二見浦潮音山大江寺観音堂建立之勧進帳　敬って申す勧進の意趣大江寺観音堂は、千年以前開基、七百年以前延喜の帝御悩によってご立願御悩即ち平癒あって、観音堂九尺間七間四面ご建立、其の後五百年以前、崇徳天皇の御宇、ご造営の為に、京都を勧進仕り、洛中の面々奉加によって、造営を励まし、又其の後百年以前、後奈良の院の御宇、天文六年に大和山城勧進を仕り、造営これある。観音堂の瓦に両国の名字名を書き付けこれある。其の後造営無き故、前年の大風に潰れ、堂を畳み、観音は、仮屋に立たせ給ふ。この観音は、天照大神御告げにより行基菩薩二見の浦へ御うつり、観音の像を刻み閻浮檀金の像を観音の御頭に作り込め給ふ。この閻浮檀金は二見の浦より御上がり、即ち興玉の神これなり。興玉の神と申は、天照大神、二見の浦、立石より御上がり給ふ時、興玉の神も同所に御上がり給ふ。そのしるしに大神宮への御塩も、毎日二見の浦より汲み上げ、萬の浄めの霊地なり。又閻浮檀金の像は、昔九月十三日に二見の浦より御上がり給ふ。そのしるし今に残りて、九月十三日に二見の浦より、龍燈観音堂へ上がり申、諸人通夜し、これを拝し奉る。（下略）寛永十二年乙亥三月廿一日　二見の浦、大江寺」

### その他
- 木造不動明王立像 - 江戸時代作で、高さ80センチメートル。火炎の光背を負い、岩座上に立つ。左手には索を持つが、右手の剣は失われている。本堂内、本尊の脇侍として向かって右側に祀られている。
- 木造毘沙門天立像 - 江戸時代作で、高さ87センチメートル。右手に宝棒、左手に宝塔を持ち、足下に天邪鬼を踏んで立つ。本堂内、本尊の脇侍として向かって左側に祀られている。
- 木造聖観音坐像 - 室町時代作で、高さ40センチメートル。寄木造、漆箔仕上げの像で、前後三材矧ぎ、膝部は横材を矧ぎ、頭部は差し首とする。背面も丁寧な仕上げがなされている。左右の臂上の衣文に室町風がみられ、下腹部に紐の結び目をもってくるのは珍しい。天冠などの金具、蓮華などは後補である。
- 銅造歓喜天立像 - 元禄16年（1703年）に、山田奉行の長谷川重章より寄進される。人身象頭二天抱擁の銅像、秘仏とされ、銅造厨子内に祀られている。厨子の高さは37センチメートル、表面に寄進者、年月などの陰刻がある。本堂内に祀られている。
- 木造弘法大師坐像 - 元禄年間（1688年 - 1703年）に、伊勢神宮神主である梅谷大夫の母より寄進される。本堂内に祀られている。
- 磬・磬台 - 正徳6年（1716年）の銘がある。
- 磬子 - 上部側面に宝暦13年（1763年）五月吉日の刻銘がある。
- 本尊厨子 - 扉に元禄8年（1695年）11月18日、今一色村の金子忠七寄進の銘がある。
- 手洗石 - 元は宝篋印塔の基礎と伝わり、縦横90センチメートル、高さ40センチメートルの花崗岩材。各側面には枠があり、枠内に格狭間が刻まれる。ただし、各面とも摩耗が進み、格狭間の線は不明瞭になっている。残る線より推測すると鎌倉時代末の作。上部を円形に彫り、水を溜め、北側に一箇所水が外へ流れ出るように水の道をつけて、手水鉢として使用している。

## 年中行事
- 1月1-3日 - 初護摩。新年の初めに、本尊前で一年間の無事などを祈る護摩を焚く。
- 2月節分の日 - 節分星祭り。運命を司る星に除厄開運を祈る。
- 旧暦1月18日 - 旧正月会式、観音火祭り（初観音）。本尊御開帳、各種祈祷、柴灯護摩、火渡り、餅まきなどが行われる。
- 旧暦2月初午の日 - 初午会。
- 3月彼岸会 - 春季彼岸会。
- 4月中旬-5月上旬 - たけのこご飯。裏山でとれたたけのこを使った炊込みご飯が販売される。
- 4月下旬-5月上旬 - 藤まつり。樹齢150年の昇竜の藤を中心に、紫、ピンク、白の藤の花が咲く。
- 4月29日 - 春季祭。本尊御開帳、般若心経百巻行、ふろしき護摩が行われる。
- 6月15日 - 青葉祭。空海の生誕日で、写経や病気平癒の祈祷などが行われる。
- 6月中旬-7月下旬 - 太江寺撮影会。300株以上のあじさいが咲きそろう。
- 8月15日 - 盆施餓鬼。
- 8月18日 - 盆会式、万灯会。本尊周囲に灯明を供え、仏の知恵を頂き体を守って頂く。
- 9月彼岸会 - 秋季彼岸会。
- 12月18日 - 納め観音。
- 毎月18日 - 月祭り。御幣護摩奉修、本尊横御開帳。

## 交通
- 車 - 国道167号線・江交差点を南へ500メートル。無料駐車場有り。
- バス - 三重交通・夫婦岩東口停留所より徒歩5分。
- 鉄道 - JR東海・二見浦駅より徒歩30分。